# Peter, Paul und Nanette
Peter, Paul und Nanette (en alemán: Peter, Paul y Nanette) es una película de comedia alemana de 1935 dirigida por Erich Engels y protagonizada por Hermann Thimig, Hans Junkermann y Hilde Krüger.

## Reparto
- Hermann Thimig como Peter Pellmann / Paul Polter.
- Hans Junkermann como Arthur Bergmann.
- Hilde Krüger como Nanette.
- Olga Limburg como Ida.
- Paul Heidemann como Martin Götz.
- Hilde Hildebrand como María.
- Paul Henckels como el profesor Leblanc.
- Jakob Tiedtke como Sebastian.
- Wolfgang von Schwindt como Max.
- Hans Richter como Fritz.
- Paula Denk como Adele.
- Jupp Hussels como Verleger.